# Lliura (unitat de força)
La lliura (en anglès: pound-force amb els símbols: lb, lbf, o lbf), en física, és una unitat de força. Una lliura és aproximadament igual a la força gravitacional exercida sobre una massa d'una lliura sobre una superfície idealitzada de la Terra.
La constant d'acceleració de la força de gravetat de la Terra és aproximadament de 9,80665 m/s².

## Equivalències d'altres unitats de força
Una lbf és una força gravitacional exercida sobre una lliura (unitat de massa) amb una acceleració gravitacional constant de 9,80665 m/s² (32,1742 ft/s²). Internacionalment una lliura avoirdupois és exactament 453,59237 grams o 0,45359237 kg. Això significa que 1 lbf és igual a (0,45359237 × 9,80665) newtons, o aproximadament 4,448222 newtons.